# Lijst van voetbalinterlands Bulgarije - Slovenië
Deze lijst van voetbalinterlands is een overzicht van alle officiële voetbalwedstrijden tussen de nationale teams van Bulgarije en Slovenië. De landen speelden tot op heden vijf keer tegen elkaar. De eerste ontmoeting, een kwalificatiewedstrijd voor het Europees kampioenschap voetbal 2008, werd gespeeld in Sofia op 6 september 2006. Het laatste duel, een vriendschappelijke wedstrijd, vond plaats op 8 juni 2024 in Ljubljana.

## Wedstrijden
| № | Plaats    | Datum            | Competitie                  | Wedstrijd            | Uitslag |
| - | --------- | ---------------- | --------------------------- | -------------------- | ------- |
| 1 | Sofia     | 6 september 2006 | EK 2008 kwalificatie        | Bulgarije – Slovenië | 3 – 0   |
| 2 | Celje     | 21 november 2007 | EK 2008 kwalificatie        | Slovenië – Bulgarije | 0 – 2   |
| 3 | Ljubljana | 6 september 2018 | UEFA Nations League 2018/19 | Slovenië – Bulgarije | 1 – 2   |
| 4 | Sofia     | 19 november 2018 | UEFA Nations League 2018/19 | Bulgarije – Slovenië | 1 – 1   |
| 5 | Ljubljana | 8 juni 2024      | Vriendschappelijk           | Slovenië − Bulgarije | 1 − 1   |

## Samenvatting
| Competitie          | Totaal gespeeld | Winst Bulgarije | Gelijk | Winst Slovenië | Doelsaldo Bulgarije – Slovenië |
| ------------------- | --------------- | --------------- | ------ | -------------- | ------------------------------ |
| EK-kwalificatie     | 2               | 2               | 0      | 0              | 5 − 0                          |
| UEFA Nations League | 2               | 1               | 1      | 0              | 3 − 2                          |
| Vriendschappelijk   | 1               | 0               | 1      | 0              | 1 − 1                          |
| Totaal              | 5               | 3               | 2      | 0              | 9 − 3                          |

Wedstrijden bepaald door strafschoppen worden, in lijn met de FIFA, als een gelijkspel gerekend.

## Details

### Eerste ontmoeting
| EK 2008 kwalificatie (Sofia, Bulgarije, 6 september 2006):  |       |          |
| Bulgarije                                                   | 3 – 0 | Slovenië |
| Valeri Bozhinov 58' Martin Petrov 72' Dimitar Telkijski 81' | goals |          |

### Tweede ontmoeting
| EK 2008 kwalificatie (Celje, Slovenië, 21 november 2007): |       |                                          |
| Slovenië                                                  | 0 – 2 | Bulgarije                                |
|                                                           | goals | 81' Blagoy Georgiev 84' Dimitar Berbatov |